# Jeanne Marie Bouvier de la Motte Guyon

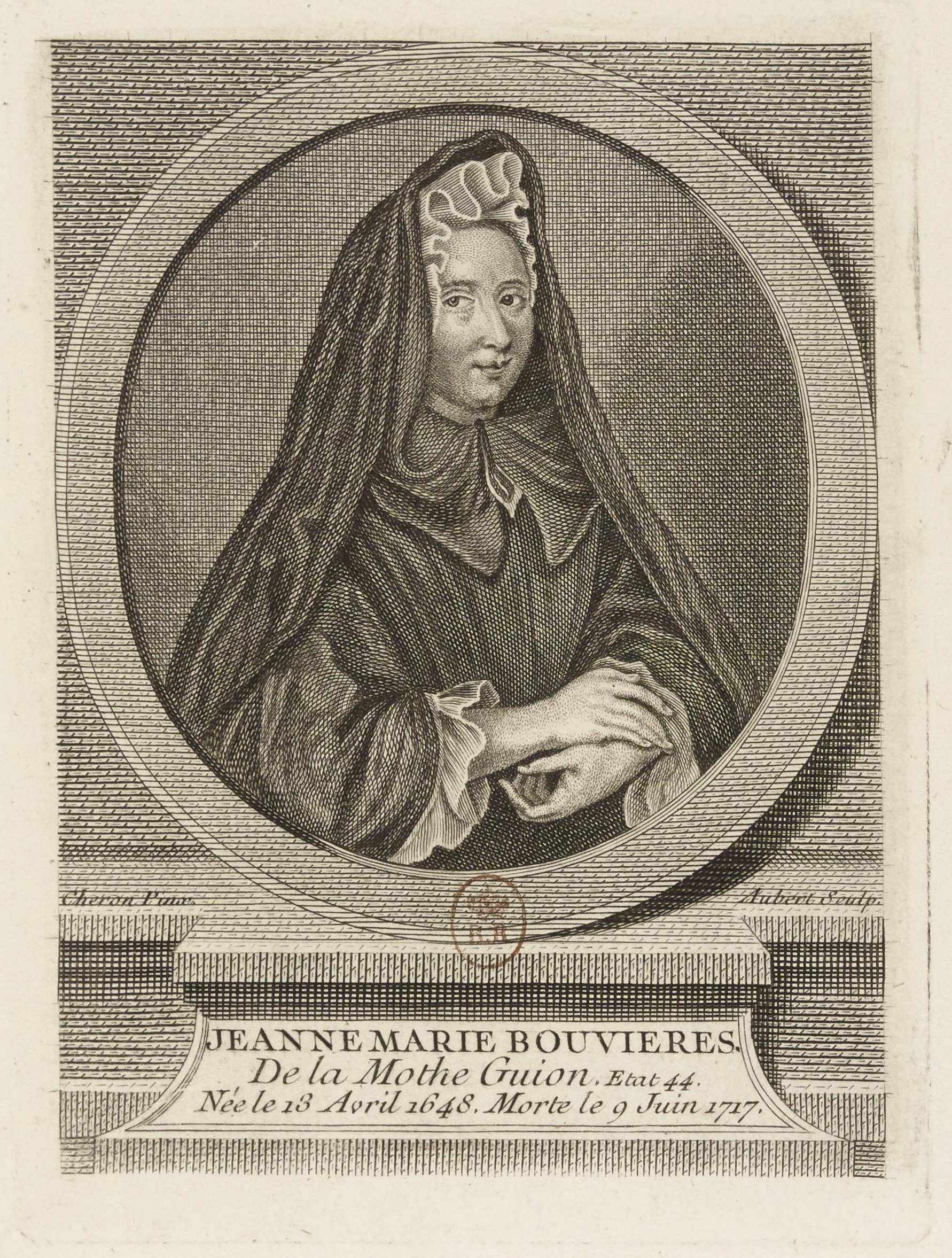
Jeanne Marie Bouvier de la Motte Guyon

Jeanne-Marie Bouvier de la Motte Guyon, känd som Madame Guyon, född 13 april 1648 i Montargis, död 9 juni 1717 i Blois, var en fransk författare och mystiker, samt företrädare för kvietismen. Hon var en av de främsta företrädarna för kvietismen, och satt fängslad från 1695 till 1703 efter att ha publicerat en bok om ämnet. 

## Biografi
Jeanne Guyon var dotter till den välbärgade Claude Bouvier, ämbetsman vid domstolen i Montargis. Hon var mycket sjuk i sin ungdom och fick en gedigen andlig undervisning i hemmet. Redan tidigt läste hon skrifter av François de Sales. När hon var 16 år gifte hon sig 1663 med den förmögne Jacques Guyon (död 1675). Hon var olycklig under sitt äktenskap och blev illa behandlad av sin svärmor och kammarjungfru, och hon drabbades också av trauma då hennes mor, far, halvsyster, son och dotter avled med bara några dagars mellanrum. 
Efter sin makes död blev hon lärjunge till barnabiten François La Combe, som hon en tid lät sig inspireras av och vars följeslagare hon blev. Hon tillbringade en tid i Schweiz, men blev 1681 utvisad därifrån. Hon kom 1685 till Paris, där hon publicerade sin första bok och började samla anhängare för sin lära. Hon arresterades för sina åsikter år 1688 och frigavs efter sju månader, sedan hon hade tagit avstånd från sina idéer. En av hennes anhängare var François Fénelon, genom vilken hon fick kontakt med eleverna på Madame de Maintenons skola Saint Cyr. Hennes idéer fick ett stort inflytande bland Saint Cyrs elever och personal. Uppmärksamheten ledde till att hennes idéer återigen blev föremål för en undersökning från myndigheternas sida. År 1694 fördömdes hennes åsikter öppet av den katolska kyrkan. Året därpå arresterades hon och fängslades på Bastiljen. Hon avsade sig sina åsikter 1699, och blev frigiven 1703. Hon levde resten av sitt liv i stillhet med sin son i Blois och yttrade sig aldrig offentligt igen.       
Madame Guyon författade ungefär tjugo skrifter, av vilka många har lästs och översatts flitigt av eftervärlden. Hon har lästs inte bara av katoliker, utan även av protestanter, särskilt inom helgelserörelsen. Hon betydde mycket för det norska protestantiska samfundet Smiths Vänner i dess begynnelsestadium.

## Verk (i urval på franska)
- Vie de Madame Guyon, Ecrite Par Elle-Même, 3 v, Paris, 1791 (Md. Guyons självbiografi)
- Le Moyen Court Et Autres Écrits Spirituels, 1685
- Opuscules spirituels, 2 v, Paris, 1790
- Commentaire au Cantique des cantiques de Salomon, 1688
- Les Torrents Spirituels, 1682
- Commentaire sur Livre de Job (1714)
- Règles des assocées à l'Enfance de Jésu

## Verk (i urval i svensk översättning)
- Bönen, eller ett lätt och kort sätt att be (Artos förlag 1988)
- Andliga strömmar (Artos förlag 1991)

Biografier om Md. Guyon på svenska:
- Thomas C.Upham: Madame de la Mothe Guyons' lefnad och religiösa erfarenhet (sv. övers. 1904)